# Svetlina, Haskovo
Svetlina (în bulgară Светлина) este un sat în Obștina Dimitrovgrad, Regiunea Haskovo, Bulgaria.

## Demografie
Componența etnică a satului Svetlina
     Bulgari (97,36%)
     Romi (1,97%)
     Nicio identificare (0,65%)
     Altele (0%)
La recensământul din 2011, populația satului Svetlina era de 152 locuitori. Din punct de vedere etnic, majoritatea locuitorilor (97,36%) erau bulgari, cu o minoritate de romi (1,97%). Pentru 0,65% din locuitori nu este cunoscută apartenența etnică.

## Harte
- bgmaps.com
- emaps.bg
- Google